# Kastanjebuikmonarch
De kastanjebuikmonarch (Monarcha castaneiventris) is een zangvogel uit de familie Monarchidae (monarchen).

## Verspreiding en leefgebied
Deze soort is endemisch op de Salomonseilanden en telt vijf ondersoorten:
- M. c. erythrostictus (Bougainvillemonarch): noordelijke Salomonseilanden.
- M. c. castaneiventris: Choiseul, Santa Isabel, Guadalcanal en Malaita.
- M. c. obscurior: Russell-eilanden.
- M. c. megarhynchus: Makira
- M. c. ugiensis: zuidoostelijke Salomonseilanden.

## Status
De grootte van de populatie is niet gekwantificeerd maar de soort wordt omschreven als algemeen. Op de Rode lijst van de IUCN heeft deze soort de status niet bedreigd.